# Poecilia kykesis
Poecilia kykesis là một loài cá nước ngọt thuộc chi Poecilia trong họ Cá khổng tước. Loài này được mô tả lần đầu tiên vào năm 2002.

## Phân bố và môi trường sống
P. kykesis được tìm thấy ở các hệ thống lưu vực sông ngòi ở khu vực phía đông nam Mexico, trải rộng trên khắp bán đảo Yucatan và tiếp tục trải dài về phía nam đến Belize và Guatemala. Loài cá này cũng sinh sống ở khu vực đầm phá ven biển và vùng nước lợ.

## Mô tả
Mẫu vật lớn nhất của P. kykesis có chiều dài cơ thể được ghi nhận là 12 cm, thuộc về cá thể mái; cá đực có chiều dài cơ thể tối đa được ghi nhận là 8 cm.